# Chuo University

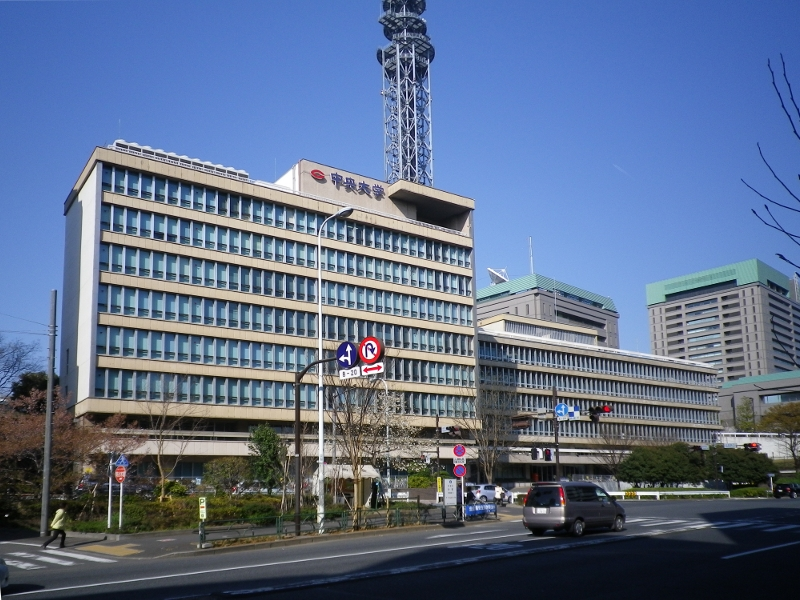
Chuo University, kampus Ichigaya

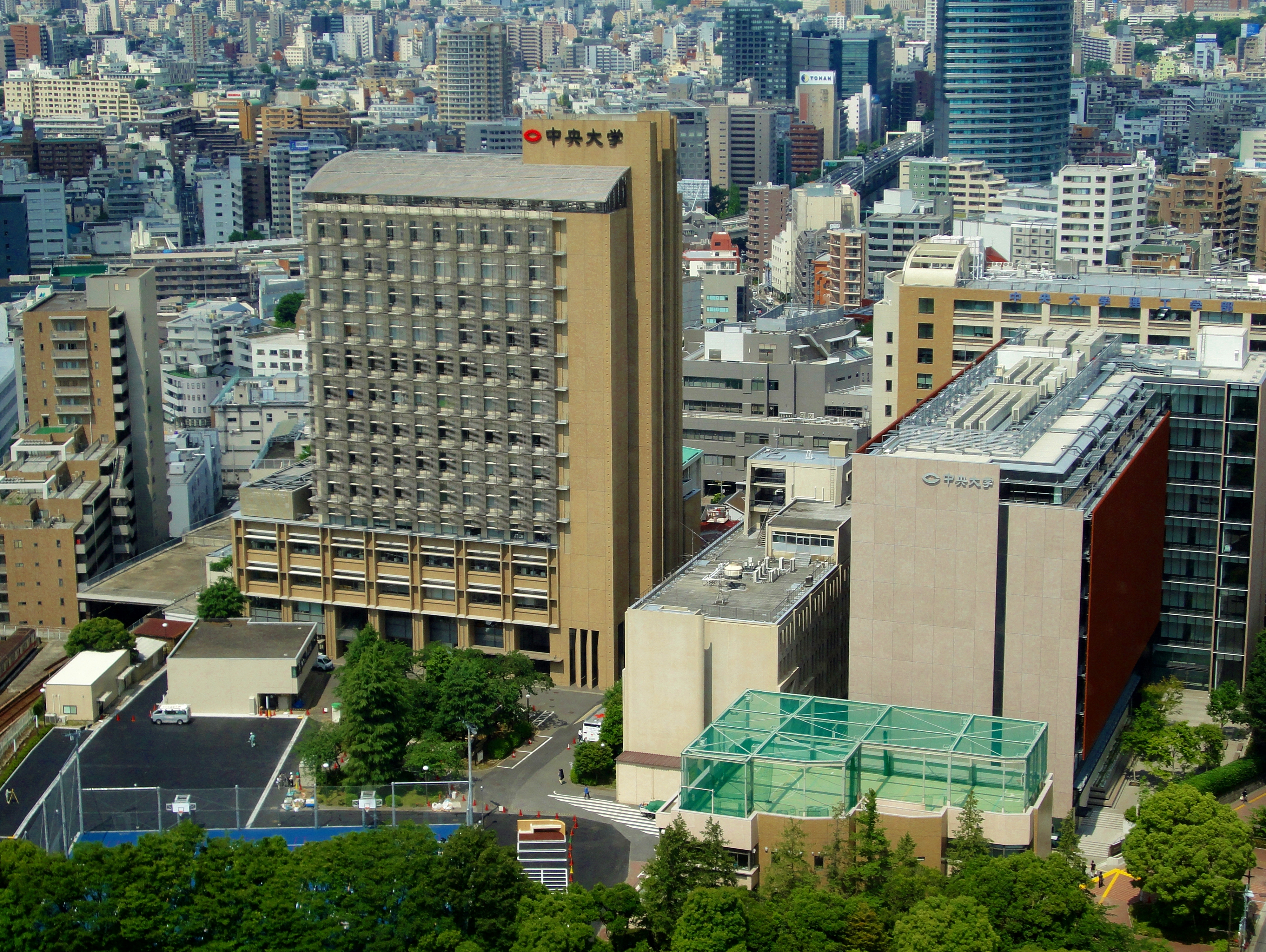
Chuo University, kampus Kōrakuen

Chuo University (jap. 中央大学 Chūō Daigaku) – prywatny uniwersytet rozmieszczony w pięciu kampusach (Tama, Ichigaya, Ichigaya-Tamachi, Kōrakuen, Surugadai) usytuowanych w różnych częściach aglomeracji Tokio.

## Historia
W 1885 roku, w następstwie restauracji Meiji, utworzono w Tokio szkołę prawniczą o nazwie Igirisu Hōritsu Gakkō (English Law School). Została ona założona przez 18 młodych prawników, w tym Rokuichirō Masujimę, który objął stanowisko pierwszego dyrektora szkoły. Założyciele wierzyli, że studiowanie prawa powszechnego, ściśle powiązanego z ówczesną rzeczywistością społeczną, było niezbędne dla otwierającego się na Zachód kraju. W ciągu dwóch lat początkowa liczba studentów złożona z 97 osób wzrosła do ponad 600. W 1889 r., szkoła została przemianowana na Tokyo Hōgakuin (Tokyo College of Law).
W 1903 roku Szkoła została przemianowana na Tōkyō Hōgakuin Daigaku (Tokyo University of Law). W 1905 roku otwarto Wydział Ekonomiczny, a szkoła zmieniła nazwę na Chūō Daigaku (dosł. „centralny”) uniwersytet. W 1909 roku utworzono Wydział Handlu.
- Faculty of Law
- Faculty of Economics
- Faculty of Commerce
- Faculty of Science and Engineering
- Faculty of Letters
- Faculty of Policy Studies
- Faculty of Global Management
- Faculty of Global Informatics[3]

### Szkoły podyplomowe (Graduate Programs)
- Graduate School of Law
- Graduate School of Economics
- Graduate School of Commerce
- Graduate School of Science and Engineering
- Graduate School of Letters
- Graduate School of Policy Studies
- Graduate School of Public Policy[4]

### Professional Graduate Schools
- Law School (Chuo Law School)
- Business School (Chuo Graduate School of Strategic Management)[5]